# スタンリー・マクリスタル
スタンリー・アレン・マクリスタル (Stanley Allen McChrystal, 1954年8月14日 - ) は、アメリカ合衆国の軍人。アフガニスタン戦争において、国際治安支援部隊（ISAF）司令官およびアフガン駐留軍司令官を務めた。最終階級は大将。

## 経歴

### 初期の経歴
マクリスタルは1976年にウェストポイントの陸軍士官学校を卒業し、少尉として任官した。第82空挺師団第504歩兵連隊第1大隊C中隊に配属され、1976年11月から1978年2月まで武器小隊長、1978年2月から7月までライフル小隊長、1978年7月から11月まで中隊長を務めた。
1978年11月にマクリスタルはノースカロライナ州フォートブラッグの特殊部隊学校の士官課程に入学した。1979年4月に課程を修了し、そのまま第7特殊部隊第1大隊A中隊A分隊の指揮官として1980年6月まで勤務、その後ジョージア州フォートベニングの歩兵学校で歩兵士官上級課程で1981年2月まで学んだ。1990年代末には、ハーバード大学のケネディスクール（公共政策大学院、通称:KSG）で学び、外交問題評議会（CFR）の研究員もしていた。

### その後の経歴
2003年から2008年までは統合特殊作戦コマンド司令官（中将）などを務めた。統合特殊作戦軍司令官時に彼はアブー・ムスアブ・アッ＝ザルカーウィーの殺害に成功し、その功績を称えられたものの、一方ではパット・ティルマン誤射事件の隠蔽工作に関して非難を受けた。2008年8月から2009年6月の大将進級まで統合参謀本部事務局長を務めた。
マクリスタルが彼の補佐官と共にバイデン副大統領や他の政府高官をローリング・ストーン誌の記事 内で批判した問題で、オバマ大統領は2010年6月23日に彼をアフガン駐留軍司令官から解任した。マクリスタルはワシントンD.C.に召還され、オバマ大統領は彼の辞表を受理した。マクリスタルはミーティングの後、イギリス陸軍のニック・パーカー中将に指揮権を引き渡した。オバマ大統領はマクリスタルの後任としてデヴィッド・ペトレイアス中央軍司令官を指名した。

## 発言
マクリスタルは、「全国民の1パーセントに満たず、何度も召集される予備役兵が、キャリアや一家の維持に問題をかかえ、その自殺率も高い」と指摘し、「志願制度による専門職的な軍隊は全国民を代表しておらず、アメリカがふたたび長期の戦争をする場合には徴兵制度を復活させるべきである」と述べた。

### トランプ大統領との応酬
2018年11月、CNNの番組の中でトランプ大統領がウィリアム・マクレイヴン退役海軍大将を酷評した件を批判。さらに同年12月30日に行われたABCテレビのインタビューでも、「トランプ大統領を非道徳的だと思うか?」との質問に肯定的な回答を行った。これに対しトランプ大統領側も、スタンリー・マクリスタルを「オバマ前大統領から犬のようにクビされた」と批判するコメントをしている。

## パーソナル
特殊部隊出身者であるためか、軍人時代はきわめてストイックな姿勢で知られた。毎日7-8マイル（およそ11-13キロメートル）のランニングを日課とし、食事は1日1食、睡眠時間も1日5時間という生活を送っていたという。
アフガンでの軍歴は、映画『ウォー・マシーン: 戦争は話術だ!』のモデルとされた。